# سرمق برلنديري
السرمق البرلنديري نوع نباتي عشبي حولي يتبع جنس السرمق من الفصيلة القطيفية.
ينتشر هذا النوع في أمريكا الشمالية حيث يعود موطنه الأصلي إلى ألاسكا وشمال كندا إلى الجنوب من ميتشواكان والمكسيك وتتضمن جميع ولايات الولايات المتحدة الأمريكية فيما عدا هاواي. قد يصل ارتفاع النبات المستقيم سريع النمو إلى أكثر من 3 أمتار. ويمكن أن يتم تمييزه عن معظم الأنواع الأخرى من الجنس الكبير الذي ينتمي له عن طريق بذوره السداسية، ويمكن تمييزه بشكل أكبر عن طريق أوراقه المشرشرة ذات الفصوص المتساوية تقريبا.
على الرغم من أنه يعد حاليًا إلى حد كبير أحد أنواع الحشائش، فقد كان هذا النوع قديمًا جزءًا من المجمع الزراعي الشرقي في عصر ما قبل التاريخ بأمريكا الشمالية، وكان محصولاً من الحبوب الزائفة يتم تدجينه، وهو يشابه نبات الكينوا من نوع سي كينوا وثيق الصلة به. وتستمر زراعته في المكسيك كأحد الحبوب الزائفة والخضروات الورقية وشكله الذي يشبه براعم البروكلي المزهرة.

## التصنيف
يتضمن هذا النوع نويعين فرعيين: الأنواع الفرعية (على سبيل المثال، السرمق البرلنديري نويع البرلنديري) و السرمق البرلنديري نويع نوتاليا. وهو نوع داجن لا يزال يزرع في المكسيك، ويتميز بصغر سمك غلاف بذرته بشكل كبير.
وتتضمن الأنواع هذه الضروب:
- السرمق البرلنديري النوع الفرعي البرلنديري ضرب من البرلنديري
- السرمق البرلنديري النوع الفرعي البرلنديري ضرب من الباسكينوم
- السرمق البرلنديري النوع الفرعي البرلنديري ضرب من البوشيانوم
- السرمق البرلنديري النوع الفرعي البرلنديري ضرب من الماكروكاليسيوم
- السرمق البرلنديري النوع الفرعي البرلنديري ضرب من السينواتوم
- السرمق البرلنديري النوع الفرعي البرلنديري ضرب من الزشاكيي

وبالإضافة إلى ذلك، فإن المستنبتات النباتية المهمة الثلاثة للنوع الفرعي من السرمق البرلنديري نوتاليا، هي:
- «أوازونتل» - يعد هذا المستنبت النباتي اختيارًا حديثًا في الزراعة التجارية للمحاصيل المشابهة للبروكلي. وهو من الضرب «العاري» ويبلغ سمك غلاف بذوره من 2-7 ميكرون فقط (انظر شعر الإنسان والذي يبلغ عرض الشعرة فيه حوالي 100 ميكرون).
- «شيا» - تتم زراعته كمحصول من الحبوب، وقد بدأ هذا المستنبت النباتي في التراجع ويزرع الآن على المستوى المحلي فقط. ويوجد لديه غلاف بذور رفيع للغاية أيضًا، على الرغم من أنه أكثر سمكًا قليلاً عن المستنبت السابق، حيث يبلغ 10-20 ميكرون.
- «كيولايت» - يزرع هذا المستنبت أيضًا محليًا فقط وهو في تراجع كذلك. وتتم زراعته للحصول على أوراقه المشابهة للسبانخ.

إن هذا النوع قادر على التهجين مع السرمق الأبيض من نفس الفصيلة والقادم من أوروبا، والذي يتشابه معه، مما يعطي النوع الهجين ألينات  من السرمق.

## الاستئناس
لقد كان السرمق البرلنديري أحد الأنواع الأولى من النباتات القليلة التي تم استئناسها في عصور ما قبل التاريخ والأحراش في شرق أمريكا الشمالية، مما يجعله جزءًا مما يسمى المجمع الزراعي الشرقي. وتظهر الأدلة الأثرية أنه كان يعتبر نباتًا بريًا في شرق أمريكا الشمالية بصورة مبكرة منذ 8500 قبل وقتنا الحاضر (6500 قبل الميلاد). وبحلول 3700 قبل وقتنا الحاضر (1700 قبل الميلاد) كان من الواضح أن النبات قد تم استئناسه كمحصول من الحبوب الزائفة. وتم العثور على ضرب من المستنبتات النباتية المحلية من مواقع متنوعة تفصل بينها مسافات كبيرة. ويأتي أقدم دليل على الاستئناس في شكل كميات مخزنة من البذور ذات الغلاف الرفيع من المخابئ الحجرية في الأجزاء الشرقية من كنتاكي. وتوقفت زراعة المحصول في المنطقة بحلول 1750 بعد الميلاد.
وعلى الرغم من توقف زراعة النوع في شرق أمريكا الشمالية، لا يزال النبات يزرع كمحصول مستأنس في المكسيك، ولكنه في تراجع. ويتم تصنيف هذا النوع الذي تتم زراعته من النبات كنويع، ويسمى السرمق البرلنديري من النويع نوتاليا. وتتم زراعة ثلاثة ضروب من النوع الفرعي كحبوب زائفة، كأحد الخضراوات الورقية وشكله الذي يشبه براعم البروكلي المزهرة على التوالي.
وفقًا للتشابهات بين الشكل الحديث الذي تتم زراعته والنماذج الأثرية من شرق أمريكا الشمالية، فلقد تم اقتراح أن تستأنس الأنواع مبدئيًا في المكسيك ثم أحضرت لاحقًا إلى شمال أمريكا الشمالية. حاليًا، لا يوجد دليل أثري يدعم هذا الافتراض، ويزعم بعض الخبراء أن المحصول كان غير موجود حتى في المكسيك حتى القرن السادس عشر. ولقد أظهرت الدراسات الوراثية أن هناك فرق وراثي كبير بين النباتات البرية في شرق أمريكا الشمالية وتلك الأنواع التي تمت زراعتها في المكسيك. ولقد تم تفسير هذه الملاحظات على أنه تم إجراء تدجين ثانٍ لاحق في المكسيك.

### كتابات أخرى
- Everitt، J.H. (2007)، Weeds in South Texas and Northern Mexico، Lubbock: Texas Tech University Press {{استشهاد}}: الوسيط author-name-list parameters تكرر أكثر من مرة (مساعدة) ISBN 0-89672-614-2